# کتاب زندگی
کتاب زندگی (انگلیسی: The Book of Life) عنوان سومین کتاب از سه‌گانهٔ تمام ارواح اثر نویسنده آمریکایی، دبورا هارکنز است که در قالب خیال‌پردازیِ تاریخی نوشته شده است. این کتاب در سال ۲۰۱۴ منتشر گردید و ادامه‌ای است بر دو کتاب قبلی با عنوان‌های کشف جادوگران و سایه شب.